# Bandeira da Bélgica
A bandeira nacional da Bélgica é composta por três listas verticais nas cores preta (à tralha), amarela e vermelha. A sua posição vertical das listas baseou-se na da bandeira de França, ao passo que as cores foram retiradas das cores do ducado do Brabante. As suas proporções fora do comum (13:15) têm origem desconhecidas.
A bandeira foi adoptada a 23 de Janeiro de 1831, pouco tempo depois de os belgas terem alcançado a independência da Holanda em 1830. A bandeira desempenhou um papel importante durante a revolta, quando as suas cores serviam de lembrança de uma bandeira mais antiga com listas horizontais usada durante uma revolta anterior, em 1789, nos então Países Baixos Austríacos.

## Outras bandeiras

Bandeira civil em terra e mar, proporção: 2:3
Bandeira naval militar, proporção: 2:3
Bandeira governamental naval, proporção: 2:3
Estandarte real

## Bandeiras regionais

Bruxelas-Capital
Flandres
Valônia

## Bandeiras provinciais

Antuérpia
Flandres Ocidental
Flandres Oriental
Hainaut
Liège
Limburgo
Luxemburgo
Namur

## Bandeiras históricas

Bandeira de 1789
Bandeira de 1830